# 1890년대 영화
다음은 1890년대 영화에 관한 정보이다. 1890년대 영화계의 사건과 경향에 대해 다룬다.

## 사건

1890년 워즈워스 도니소프가 촬영한 영국 런던 트라팔가 광장의 전경 중 현존하는 10프레임 분량의 영상

- 1890년: 워즈워스 도니소프와 W. C. 크로프트가 작년에 특허받은 영화촬영 카메라로 영국 런던의 트라팔가 광장 전경을 촬영하였다.[1][2]
- 1891년
  - 에드워드 마이브리지, 에티엔쥘 마레, 조지 이스트맨의 뒤를 이어 토머스 에디슨이 윌리엄 K. L. 딕슨에게 의뢰하여 활동사진 카메라와 상영장치를 개발하였고 그 결과 키네토스코프를 발명하였다.
  - 5월 20일: 토머스 에디슨이 전미 여성클럽연맹을 대상으로 키네토스코프의 첫 공개 시연회를 열었다.
  - 8월 24일: 에디슨이 키네토스코프의 특허권을 신청했다.
- 1892년
  - 프랑스의 샤를에밀 레노가 파리에서 테이트르 옵티크의 공개 상영회를 개시하였다. 당시 그는 수백 본의 그림을 그려넣은 릴을 일종의 영사기인 조이트로프에 감아넣어 약 15분 분량의 활동사진을 틀어주는 식으로 상영회를 진행했다.
  - 이스트맨 컴퍼니가 이스트맨 코닥 컴퍼니로 사명을 변경.
- 1893년
  - 3월 14일: 미국의 에디슨이 키네토스코프에 대해 '동체사진 전사장치' (An Apparatus for Exhibiting Photographs of Moving Objects, 제493,426호)란 이름으로 특허를 받았다.
  - 5월 초: 에디슨이 자신의 연구소 인근에 활동사진 스튜디오를 열었다. 직원 이름을 따서 '에디슨 블랙 마리아'로 이름붙여진 이 스튜디오는 미국 최초의 영화 스튜디오가 된다.
  - 5월 9일: 에디슨이 브루클린 협회에서 자신의 키네토그라프로 촬영된 영화 공개상영회를 처음으로 열었다. 다만 이때까지만 해도 키네토스코프 장치의 구조상 영화를 볼 수 있는 인원은 한번에 한 사람으로 제한됐다.
- 1894년
  - 1월 7일: 에디슨이 블랙마리아 스튜디오에서 키네토스코프로 조수 프레드 오트가 재채기하는 모습을 촬영, <프레드 오트의 재채기>를 제작했다.
  - 4월 14일: 미국 뉴욕시 브로드웨이 1155번가의 '홀랜드 브라더스 키네토스코프실' (Holland Brothers' Kinetoscope Parlor)에서 처음으로 키네토스코프의 유료 상영회가 열렸다. 이후 미국의 주요 도시마다 키네토스코프 상영실이 속속 문을 열었고, 많은 사람이 이용할 수 있도록 가게마다 여러 대씩 놓았다.
- 1895년
  - 프랑스의 뤼미에르 형제가 기존의 활동사진 카메라를 경량화시켜 손으로 들 수 있는 카메라를 개발하고, 이를 시네마토그라프라 명명했다. 촬영이 보다 쉬워진 것은 물론, 영상을 큰 화면에다 영사시키는 것도 가능했다. 뤼미에르 형제는 시네마토그라프를 가지고 여러 단편 영상을 제작하였는데, 이는 곧 오늘날 '최초의 영화'로 널리 알려져 있다.
  - 11월: 독일의 스클라다노프스키 형제가 자체적인 영사기를 개발하는 데 성공했다.
  - 12월: 프랑스의 뤼미에르 형제가 시네마토그라프로 제작한 영화의 첫 공개 상영회를 열었다.
- 1896년
  - 1월: 영국의 버트 에이크스와 로버트 W. 폴이 자체적인 영사기를 개발, 이를 시어트로그래프 (애니메토그래프)라 명명했다. 미국에서는 찰스 프랜시스 젠킨스와 토머스 아마트가 비타스코프란 이름의 영사기를 개발했다. 아마트는 에디슨과 함께 비타스코프의 제조에 돌입했다.
  - 4월: 에디슨과 아마트가 생산한 비타스코프가 미국 뉴욕시의 공개 상영회에 사용되기 시작했다.
  - 프랑스의 마술사 조르주 멜리에스가 활동사진의 연출 실험에 착수, 스톱모션 기법을 비롯한 초창기 특수효과를 개발해냈다.
  - 세계 최초의 영화사인 파테-프레르가 창립됐다.
- 1897년: 프랑스 파리의 샤리티 바자르에서 열린 영화 상영회에서 화재가 발생해 125명이 숨졌다. 화재 원인은 영사기 램프의 연료로 쓰이는 에테르가 커튼에 불을 붙인 것으로 밝혀졌다.

## 탄생
- 1893년 4월 20일 - 해롤드 로이드
- 1895년 10월 4일 - 버스터 키튼

## 같이 보기
- 19세기 영화
- 1880년대 영화
- 1900년대 영화